# 蠍座 (札幌市)
蠍座（さそりざ）は、かつて北海道札幌市北区北9条西3丁目に所在した映画館。1996年（平成8年）6月11日に開館し、2014年（平成26年）12月30日に閉館した。北海道に最後まで残った名画座形態の映画館であった。

## 特徴
上映される作品は、主に1年から2年前に公開されたアート系や中規模系作品が多いが、不定期に往年の日本映画や外国映画の特集上映も行っていた。1日につき2～3本の映画が上映されており、毎週火曜日を上映初日としていた。おおむね1週間から2週間程度で上映作品が変わっていた。田中曰く「ヒット作よりも、見せる価値のある映画」を選んでいたという。また、大晦日と元日は休業となっていた。
開業当時はインターネットが全国的に普及し始めた時期だったが、蠍座は当初から映画館自体の公式ウェブサイトを制作せず、毎月発行されていた「蠍座通信」において1ヵ月間の上映予定作品のスケジュールを掲載していた。

## 歴史

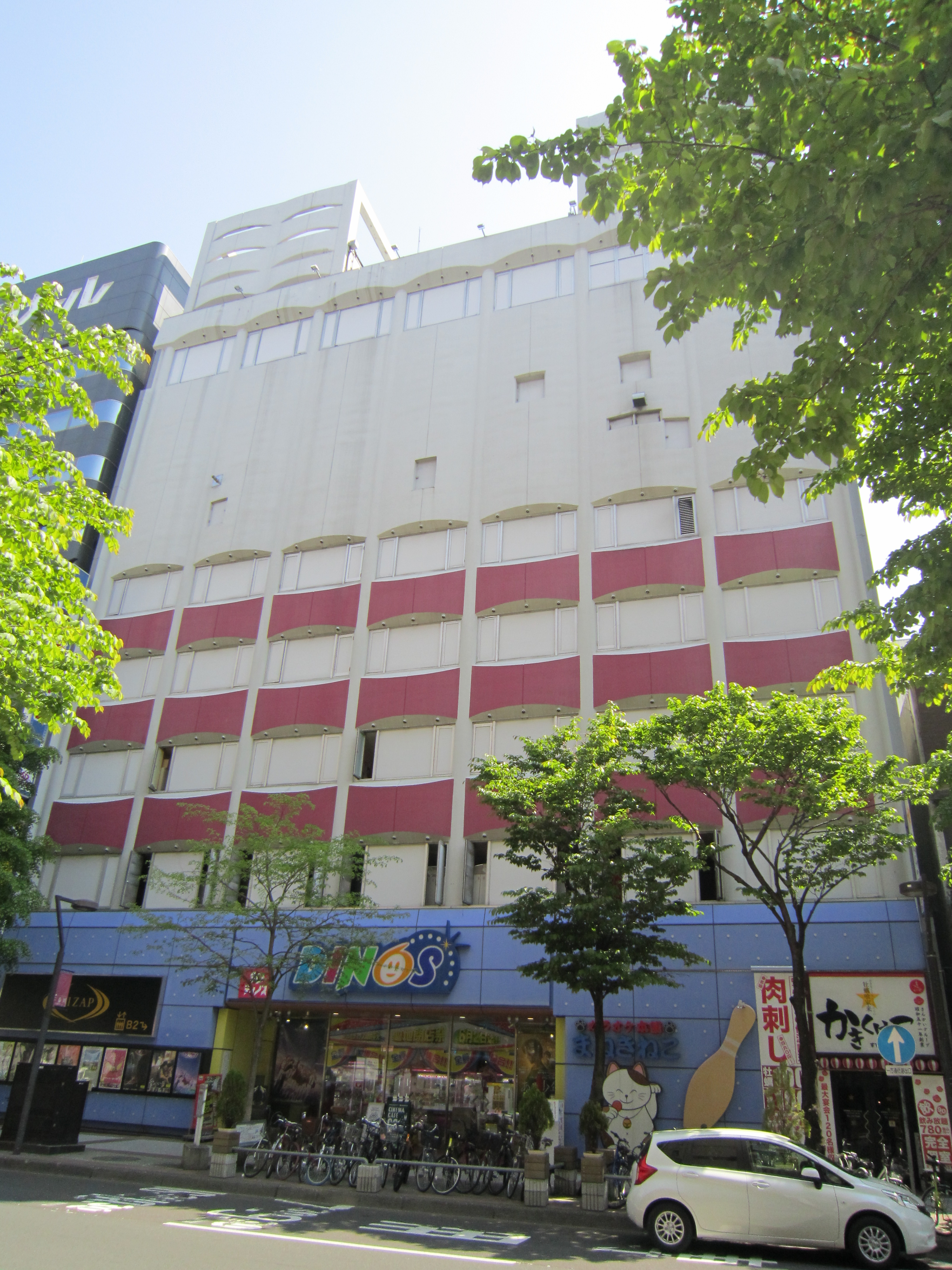
蠍座の支配人がかつて勤務していたスガイディノス札幌中央

蠍座の支配人であった田中次郎は、かつて須貝興行株式会社（現「SDエンターテイメント」）に勤務していた時代に、当時のスガイビル地下1階にあった小さな映画館5館を担当。ムーブオーバー作品を一律500円（後に550→600→700円と値上げ）で観賞出来る名画座から、途中入場禁止制度を採り入れたアート系作品のロードショーに至るまで、多彩な編成で市内の映画ファンを楽しませてきた。
1995年（平成7年）のスガイビル内映画館再編を機に、田中は須貝興行を退社。約1年の準備期間を経て、1996年（平成8年）6月11日、名画座の蠍座をオープンさせた。2000年（平成12年）時点の札幌市には蠍座のほかに、コトニシアター、真駒内自衛隊劇場、札幌白石映画劇場、サンピアザ劇場など、大手系列に属さない映画館が多数あった。
2010年（平成22年）5月に『ライブテープ』を上映した際は、たまたま札幌でライブを行っていた主演の前野健太と松江哲明監督が同館を訪れ、サプライズ的な舞台挨拶を行った。また画家の増山麗奈は同年8月17日に自身のドキュメンタリー映画『桃色のジャンヌ・ダルク』が上映された際に同館で舞台挨拶を行っている。
2014年（平成26年）12月2日、12月30日をもって閉館することが明らかにされた。娯楽の多様化やインターネットの普及などで若い客層が蠍座から徐々に離れていったことなどが理由である。最終日の12月30日に上映された作品は、同年8月1日より新宿武蔵野館他でロードショー上映されていたフランス映画『友よ、さらばと言おう』と、1999年製作のベルギー・フランス合作『ロゼッタ』、2005年製作の日本のドキュメンタリー映画『ヨコハマメリー』の3本で、21時45分（JST）の『ヨコハマメリー』終映をもって営業終了した。
18年半で上映した作品は1,550本に及んだ。当館退去後の跡地には、2015年（平成27年）4月15日に和食居酒屋「和顔別館 OKARU」（わがおべっかん おかる）がオープンした。また蠍座の閉館により、札幌市内で中央区外に残る映画館は東区の成人映画館である札東映画劇場のみとなった(2023年に閉館)。

## データ
- 所在地：北海道札幌市北区北9条西3丁目1番地 タカノビル（現：POWER BLD 札幌駅前）地下1階[注 3]
現在の居酒屋『和顔別館 OKARU』の位置[9]
- 座席数
  - 68席[1]（開館 - 2006年3月） - 椅子の色は緑。
  - 55席[1]（2006年4月 - 閉館） - 椅子の色は赤。

## 関連書籍
- 『札幌の映画館（蠍座）全仕事』（2016年7月1日発売／寿郎社）[3]
閉館から1年半後に刊行された蠍座の記録本。先述の「蠍座通信」全222号分を収めている。